# Comté de Joliette
Pour les articles homonymes, voir Joliette.
Le comté de Joliette était un comté municipal du Québec ayant existé entre 1855 et 1er janvier 1982. 
Le territoire qu'il couvrait est aujourd'hui compris dans la région administrative de Lanaudière et correspond à une partie des actuelles municipalités régionales de comté (MRC) de Joliette, de la Matawinie et de D'Autray. Son chef-lieu était la municipalité de Joliette.

## Municipalités situées dans le comté
- Crabtree (détaché de Sacré-Cœur-de-Jésus en 1945[3])
- Joliette (détaché de Saint-Charles-Borromée en 1864[4])
- Joliette-Sud (créé en 1957 sous le nom de Saint-Charles-Borromée-Sud; renommé Joliette-Sud la même année; fusionné à Joliette en 1966[4])
- Notre-Dame-des-Prairies (détaché de Saint-Charles-Borromée en 1957[4])
- Notre-Dame-de-Lourdes (détaché de Sainte-Élizabeth en 1925[4])
- Sacré-Cœur-de-Jésus (détaché de Saint-Jacques-de-l'Achigan, Sainte-Marie-Salomée et Saint-Paul-de-Lavaltrie en 1921; renommé Sacré-Cœur-de-Crabtree en 1991; fusionné à Crabtree en 1996[3])
- Saint-Alphonse-de-Rodriguez (créé en 1855 sous le nom de Bienheureux-Alphonse-de-Rodriguez; renommé Saint-Alphonse-de-Rodriguez en 1888; renommé Saint-Alphonse-Rodriguez en 1991[5])
- Saint-Ambroise-de-Kildare (créé en 1855[6])
- Saint-Charles-Borromée (créé en 1855[7])
- Saint-Côme (créé en 1873[8])
- Sainte-Béatrix (détaché de Sainte-Mélanie en 1864[9])
- Sainte-Élizabeth (créé en 1855; renommé Sainte-Élisabeth en 1987[4])
- Sainte-Émélie-de-l'Énergie (créé en 1884[10])
- Sainte-Marcelline-de-Kildare (créé en 1956[11])
- Sainte-Mélanie (créé en 1855[4])
- Saint-Félix-de-Valois (créé en 1855; la municipalité de village du même nom s'en détache en 1926; les deux sont réunies à nouveau en 1997[4])
- Saint-Jean-de-Matha (créé en 1855[12])
- Saint-Paul (créé en 1855 sous le nom de Conversion-de-Saint-Paul[13]; renommé Saint-Paul en 1954[4])
- Saint-Pierre (détaché de la Conversion-de-Saint-Paul en 1922 sous le nom de municipalité du village de Saint-Paul; renommé Saint-Pierre en 1929[4])
- Saint-Thomas (créé en 1855[14])

## Formation
Le comté de Joliette comprenait lors de sa formation les paroisses et établissements de Saint-Charles-Borromée, Saint-Paul, Saint-Félix, Saint-Thomas, Sainte-Élizabeth, Sainte-Mélanie, Saint-Ambroise et Saint-Alphonse ainsi que les cantons de Kildare et de Cathcart.